# Georgios Roubanis
Georgios Roubanis (în greacă: Γεώργιος Ρουμπάνης, n. 15 august 1929, Tripoli, Peloponez, Grecia de Vest și Insulele Ionice⁠(d), Grecia – d. 11 februarie 2025, Atena, Grecia) a fost un atlet grec, medaliat cu bronz la proba de săritură cu prăjina la Jocurile Olimpice de vară din 1956.

## Realizări
| An   | Competiție           | Locație              | Loc | Note   |
| ---- | -------------------- | -------------------- | --- | ------ |
| 1952 | Jocurile Olimpice    | Helsinki, Finlanda   | –   | FR     |
| 1954 | Campionatul European | Berna, Elveția       | 6   | 4,25 m |
| 1956 | Jocurile Olimpice    | Melbourne, Australia | 3   | 4,50 m |
| 1958 | Campionatul European | Stockholm, Suedia    | 18  | 4,10 m |
| 1960 | Jocurile Olimpice    | Roma, Italia         | 18  | 4,20 m |

## Recorduri personale
| Probă               | Performanță | Dată |
| ------------------- | ----------- | ---- |
| Săritură cu prăjina | 4,60 m      | 1958 |